# National Motor Museum

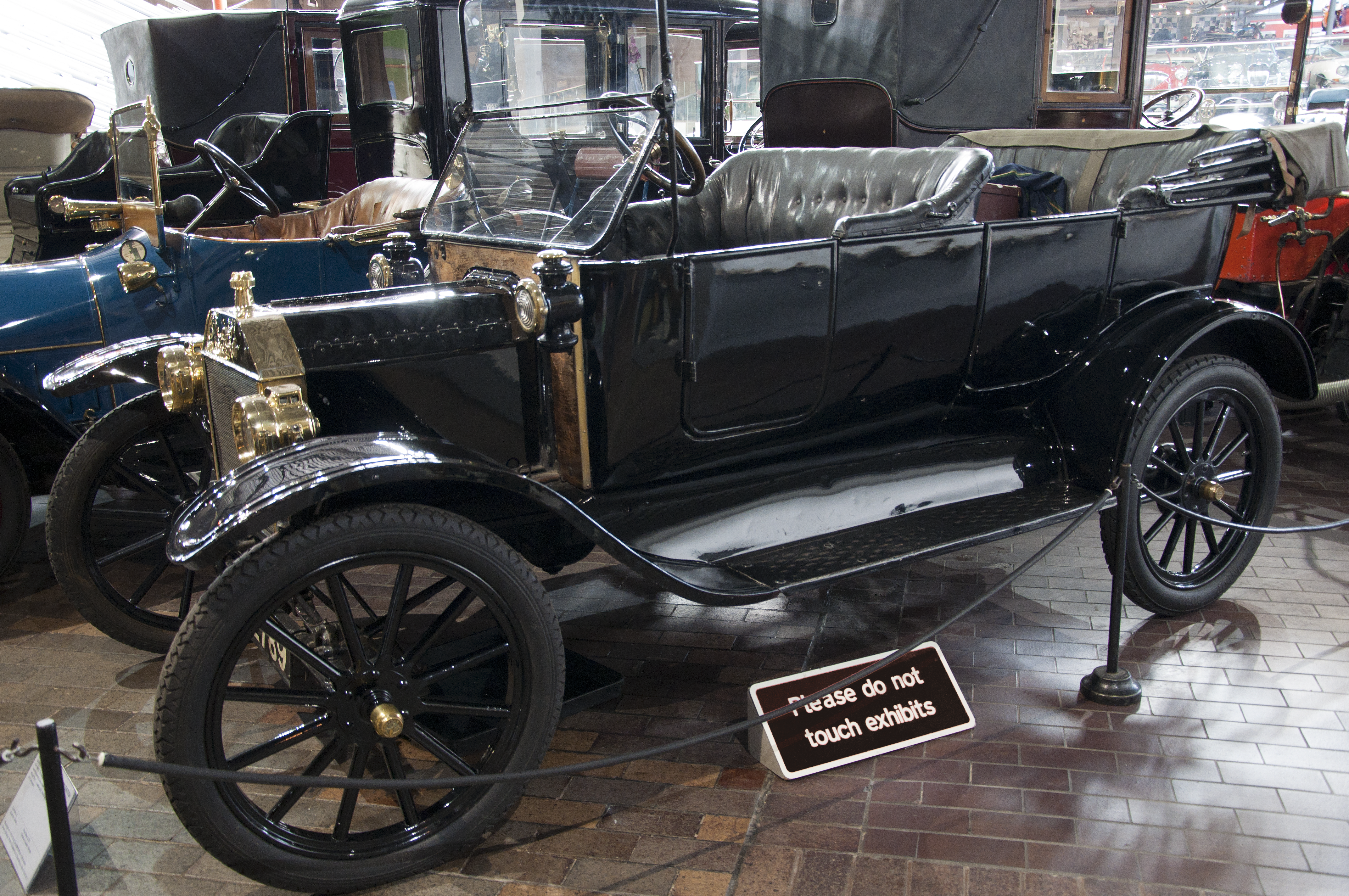
Ford Model T uit 1914 in het museum

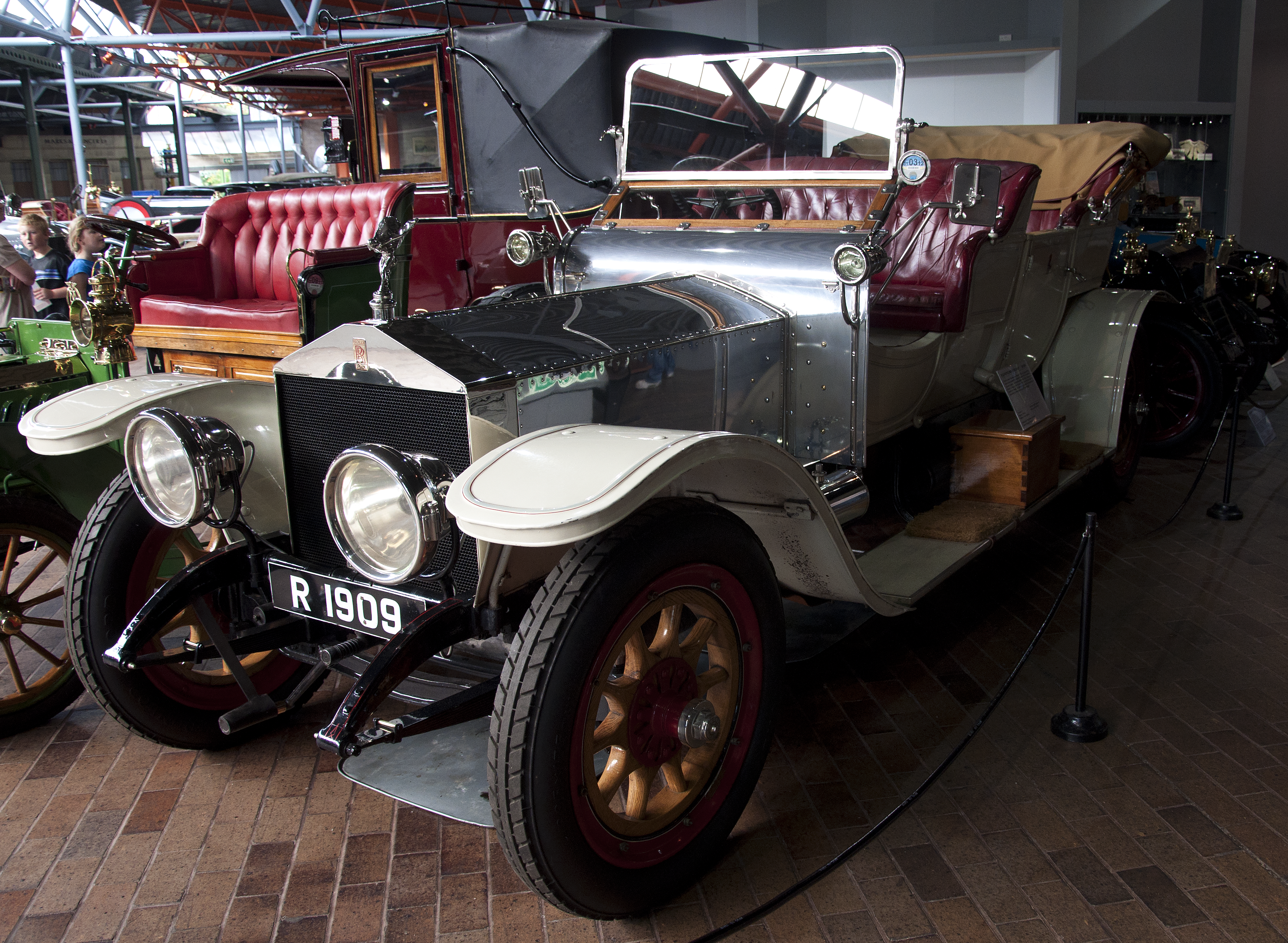
Rolls-Royce Silver Ghost uit 1909 in het museum

Het National Motor Museum is een museum in de Engelse stad Beaulieu, in het hart van New Forest, in het graafschap Hampshire. Het is museum is voornamelijk gewijd aan auto's en motorfietsen maar ook foto's, boeken, tijdschriften, films, video's en kleinere objecten zijn tentoongesteld.

## Geschiedenis
Het museum werd in 1952 geopend door Edward Douglas-Scott-Montagu, als eerbewijs aan zijn vader die een pionier was van het gemotoriseerd vervoer in Engeland. Bij de start beschikte het museum over niet meer dan 5 auto's maar de populariteit zorgde voor uitbreiding van de collectie. In 1959 telde men 297 000 bezoekers. Tegen 1972 was de collectie uitgebreid tot 300 stuks. De originele naam - Montagu Motor Museum - verving men door de huidige met het doel het land te voorzien van een nationaal museum dat de evolutie van het gemotoriseerd vervoer weerspiegelt. 1972 was tevens het jaar dat de Jaguar XJ op de markt verscheen; een icoon van de Britse automobielbouw.
Het National Motor Museum wordt geëxploiteerd door een officieel erkende liefdadigheidsinstelling.

## Het museum anno 2011
Vier voertuigen die ooit het wereldsnelheidsrecord op land verbraken zijn in het museum te zien:
- de Sunbeam 350 pk uit 1925 waarmee Kenelm Lee Guinness en Malcolm Campbell wereldsnelheidsrecords vestigden. Campbell paste de wagen aan en herdoopte hem tot Blue Bird
- de Sunbeam 1000 pk uit 1927 van Henry Segrave en zijn Golden Arrow uit 1929
- de Bluebird-Proteus CN7 uit 1960 van Donald Campbell, zoon van Malcolm die zijn voertuigen niet Blue Bird maar Bluebird noemde

Blikvangers zijn verder de Mini van Mr. Bean, Formule 1-wagens ooit bestuurd door onder meer Ayrton Senna en Michael Schumacher en voertuigen uit de James Bond films. Ook auto's en motorfietsen uit verschillende landen, die aan het begin van de geschiedenis van het gemotoriseerd vervoer stonden zijn er te zien.

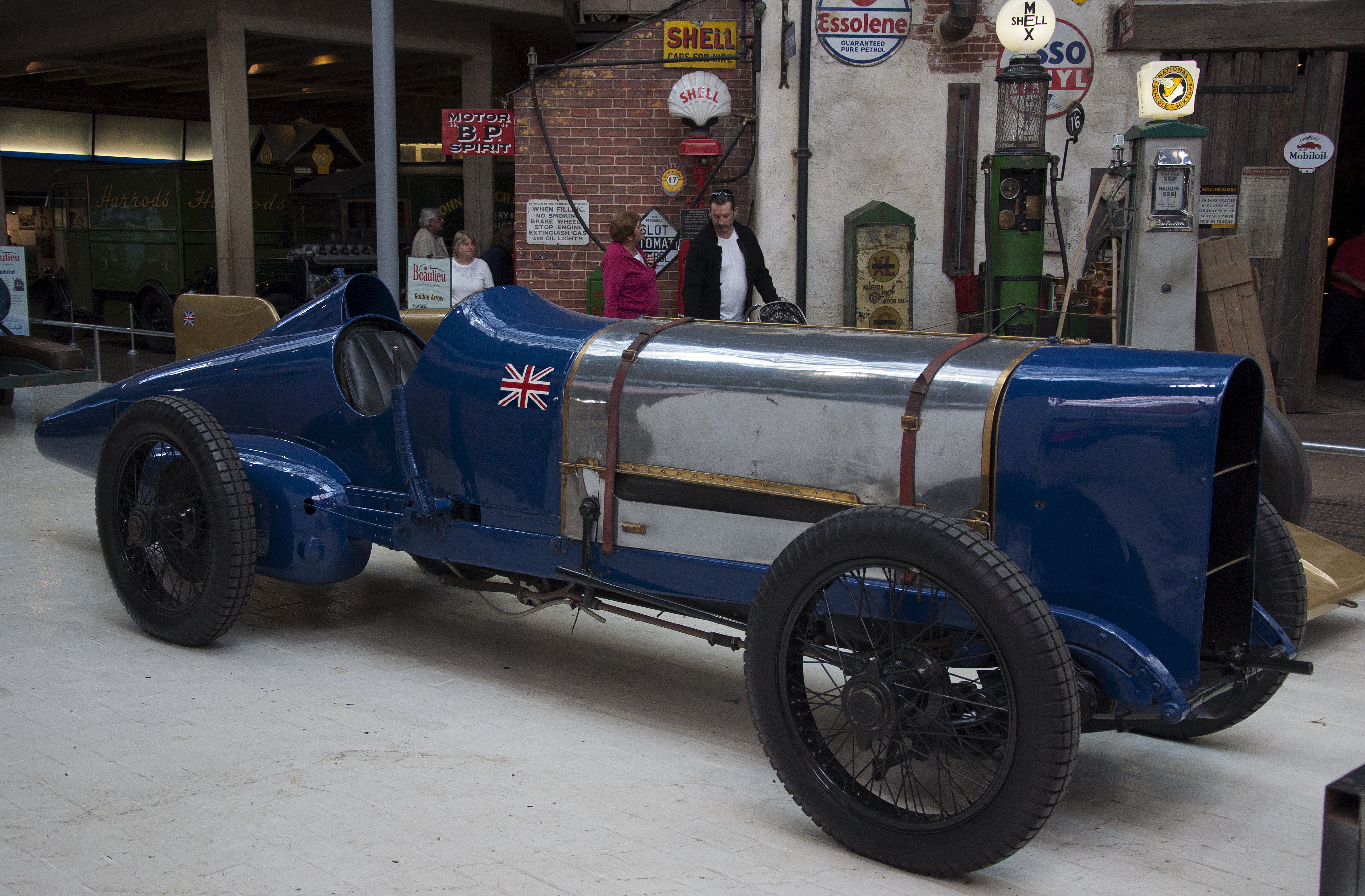
Sunbeam 350 pk
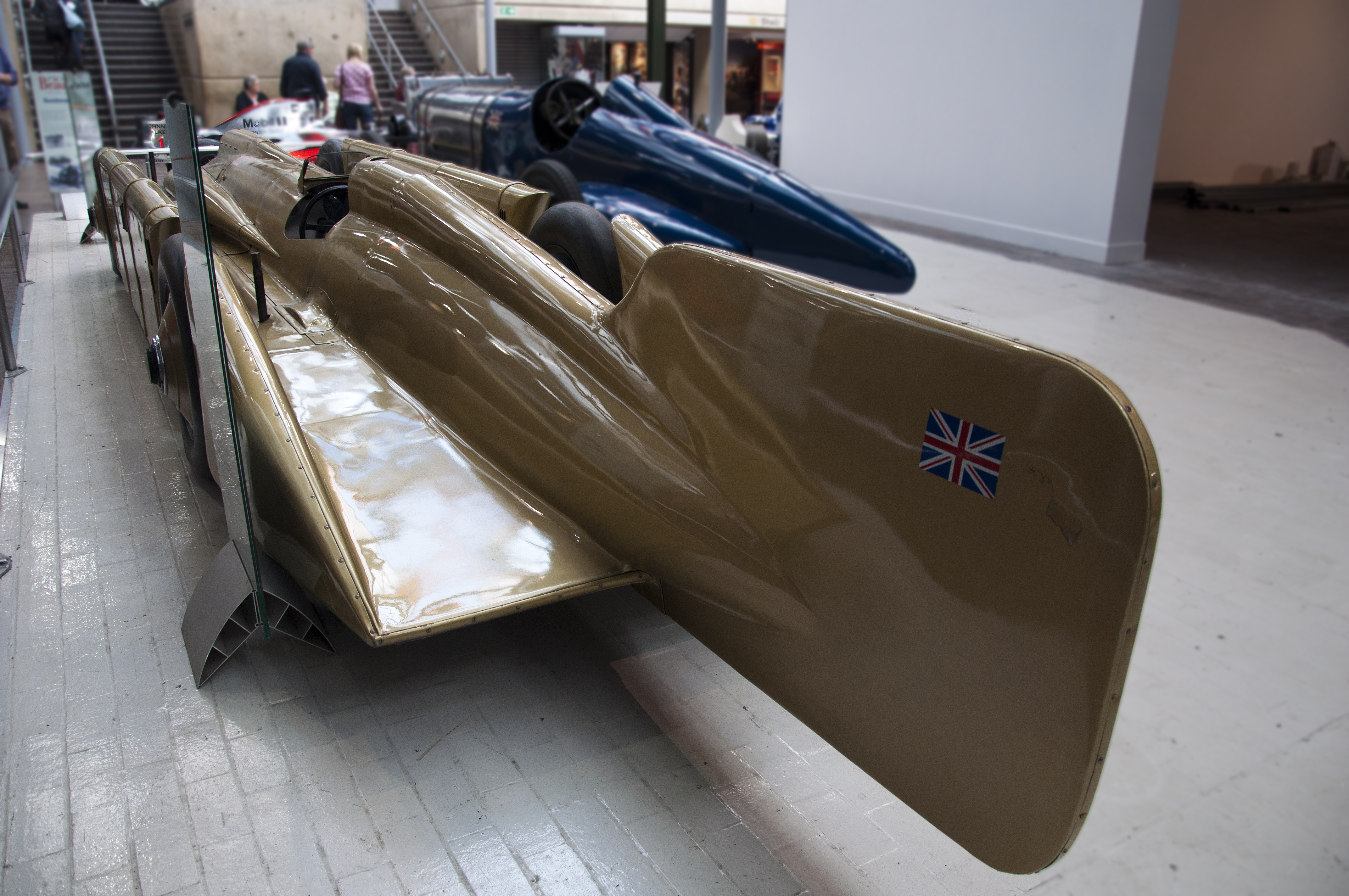
Golden Arrow